# أليخاندرو أكتون
أليخاندرو أكتون (بالإسبانية: Alejandro Acton)‏ هو دراج أرجنتيني، ولد في 3 يونيو 1972 في Juan Bautista Alberdi, Tucumán ‏ في الأرجنتين.

## وصلات خارجية
- أليخاندرو أكتون على موقع الاتحاد الدولي للدراجات (الإنجليزية)
- أليخاندرو أكتون على موقع أرشيف الدراجات (الإنجليزية)
- أليخاندرو أكتون على موقع إحصائيات الدراجات الإحترافية (الإنجليزية)